# なんだかんだワンダー
『なんだかんだワンダー』（原題：Wander Over Yonder）はディズニー・チャンネルで放映されるアメリカ製アニメーション作品。原作・総監督は『パワーパフガールズ』を手がけたクレイグ・マクラッケン（Craig McCracken）。アメリカでは、2013年8月16日からレギュラー放送開始。日本では特別企画「ディズニー・チャンネル魔法の10週間　メイド・フォー・ミー！みんなでつくる魔法のフィナーレ」の最後に2014年1月25日に先行放送。その後に2月17日～28日まで「なんだかんだワンダー ぬけがけ2ウィーク」として平日15分先行放送されたのち、3月8日からレギュラー放送が開始された。2017年6月22日からはディズニーXDへ引っ越しして放送。ディズニーXD閉局により、2021年5月11日よりディズニー・チャンネルでの放送が再開された。

## あらすじ
底抜けに陽気で好奇心旺盛な主人公ワンダーが、頼れる愛馬シルヴィアと共に、宿敵ヘイターとその一味による邪悪な支配から、宇宙の自由と平和を守るため、ところせましと銀河系を飛び回り、ドタバタの大活躍を繰り広げる。

### シーズン 1
一時的なもの。エピソード間の強い結びつきはほとんどなく、互いに独立して見ることが出来る。

### シーズン 2
しかし新しい悪役であるドミネーター卿が銀河を征服し始めると、より連続した物語が紹介された。

## 登場人物

### ワンダー一行
ワンダー（Wander）
声 - ジャック・マクブレイヤー/内匠靖明
この物語の主人公。銀河を護るヒーローで、明るく前向きで楽観的な性格。相棒シルヴィアと共に銀河を旅している。親友であるシルヴィアを心から信頼しており、彼女のための努力を惜しまない。
宇宙遊泳に必要な泡を生み出すための液体、オーブルジュース（シャボン玉に似ている）や、欲しいものは出ないが必要なものなら出てくる帽子など、様々なアイテムを持っている。
ヘイターには宿敵と見られているが、当の本人は気づいていない。ヘイターの誕生日パーティーの際にはヘイターを喜ばせようと奮闘するなど、敵に対しても友好的。
人助けが出来ない状況になると、禁断症状が出て暴走してしまうほど人助けが大好きで、良い事をすればきっと幸せになれると信じている。
「毛の生えたスプーン」と言われた事もあるように、丸い頭と細い胴体にオレンジ色の体毛が生えている。
ソンブレロのような緑色の帽子をかぶり、バンジョーの演奏が得意。
第38話でそれは名がシルヴィアよって「Wandering Werido」と呼ばれていたことを明らかになる。以前に「Tumbleweed」として知られていた銀河をさまよったことが明らかになり、そこで居住者の悪役であるメジャースレットに干渉し、彼を善に変える。
最終回ではドミネーター討伐後は彼女と友達しようとするなるが失敗。その後、昔日のようにヒーローであること戻り、怒りなヘイターたちに追われたシルヴィアと共に新しい銀河を探検する。
ワンダーの帽子
ワンダーの被っている帽子。ワンダーに対して欲しいものは出してくれないが、必要なものなら出してくれる。緑色の生地に黒のリボンと黄色の星がついている。話す事は出来ないが、帽子の内側を曲げる事により、笑顔や悲しい顔を表現出来る。ワンダーとは長い付き合いで、息もぴったり。帽子はシルヴィアの事を嫌っていないようだが、シルヴィアからは好かれていない。
たまに破られたりすることもあるが、次の場面では元通り復活している。
過去の争いで暴走した帽子が雪崩のように道具を出していた所を、ワンダーが盗んで助けたのが出会いの所以。
シルヴィア（Sylvia）
声 - エイプリル・ウィンチェル/勝生真沙子
ワンダーの愛馬であり親友の青い馬。ワンダーと共に銀河を旅している。気が強く頑固ではあるが、常識人。
普段はワンダーを背中に乗せているが、ヘイターの部下達や敵からワンダーを守るために戦う勇敢な場面も見られる。とても好戦的で、基本的に肉弾戦は彼女の役目である。ワンダーとは違い、ヘイターなど悪者に対しては真っ向から敵意を表している。必要なものしか出さないワンダーの帽子とは気が合わないらしく嫌っている。ワンダーの事を一番に考えており、ワンダーが落ち込んだ時に慰めたりする事も。
ワンダーとは対照的に首から上は細長く、大きく丸い胴体をしている。第35話で確認できている家族構成は母が1人と兄が3人と祖母が1人。家族にこき使われるのが嫌で故郷を飛び出している。
母の名はドロシーし、3人の兄弟の名はビル、ギルやフィルである。父も亡くなったので写真に写っていた。
最終回ではドミネーター討伐後は昔日のようにワンダーの相棒としてに戻り、ヘイターたちに追われた彼と共に新しい銀河を探検する。

### ワンダー一行の敵対者
ヘイター卿（Lord Hater）
声 - キース・ファーガソン/三宅健太
本作のディズニー・ヴィランズの1人。宇宙の支配をたくらむ悪党。ワガママかつ傲慢でナルシストな性格。支配しようとするたびにワンダーが邪魔をするため、ワンダーのことを快く思っておらず、宿敵とみている。手から緑色のビームを出す事が出来る。ピーパーズや部下からは「ヘイター様」と呼ばれている。
普段乗っている骸骨型の船は巨大で、中には拷問部屋や牢屋、フードコートまである。ヘイターの自室には脱ぎ捨てた靴下や食べかけのピザなどが散乱している。
占いによると「子供っぽくて無様で怒ってばかりいる」ようだが、本人は認めていない。
誕生日には盛大なパーティーを開かれるなど、ウォッチドッグ達からは愛されている。また、第4話ではワンダーの代わりに凶暴なエイリアンの飼い主になるなどしている。
第29話以来、ドミネーターをガールフレンド見なし始めるが、第36話では彼女を拒否する。
最終回ではドミネーター討伐後は新しい銀河を支配に戻る。しかし、旗はワンダーに奪われた。その後、怒って彼を追いかける。
「Lord Hater」は「ヘイター卿」と訳される場面もある。
ピーパーズ隊長（Commander Peepers）
声 - トム・ケニー/田村健亮
ヘイターの部下であり、腹心的存在。本作のディズニー・ヴィランズの1人。顔が目のため、カメラのフラッシュを浴びると充血してしまう。ヘイターを「ヘイター様」と呼んでいる。
ウォッチドッグ達の隊長であり、ヘイターからは「ピーパーズ」や「ピーパーズ隊長」と呼ばれている。
ウェスリー（Westley the Watchdog）
声 - アジズ・アンサリ/浅利遼太
ウォッチドッグの一員。他のウォッチドッグより小柄で、ドジをする事が多い。元はヘイターに認められるため、ワンダーとシルヴィアを捕まえようとしていたが、二人と行動を共にするうちに心変わりし、ウォッチドッグをやめる。
ウォッチドッグ（The Watchdogs）
声 - トム・ケニー、サム・リーゲル、キース・ファーガソン、フランク・ウェルカー
ヘイターの部下。ピーパーズと同じく、顔自体が目になっている。
オーサム皇帝（Emperor Awesome）
声 - サム・リーゲル/白熊寛嗣
ヘイターと同じく宇宙の支配をたくらむ悪党。ヘイターのライバル。性格はナルシストで女好き、シルヴィアを口説くこともある。
筋骨隆々であり、肌は褐色。鮫のような頭をしている。本作のディズニー・ヴィランズの1人。
パーティ好きでしょっちゅう色々な星をまわり勝手にパーティを開いては、自分で盛り上がりすぎて星そのものを破壊している。自分の実家がある星まで破壊する始末。
ゲンコツ軍団（Fist Fighters）
オーサム皇帝の部下。顔の部分がこぶしになっている。
ドミネーター卿（Lord Dominator）
声 -ノエル・ウェルズ/小島幸子
第22話で登場する。銀河で史上最悪の悪者で、性別は女性。
宇宙船や軍隊はデジタル化・ロボット化が進んでいる。これらの動力源はマグマである。マグマの取得の方法は銀河の星を破壊して得る。他の悪党と違い彼女には良心と言うものはなく、支配ではなく破壊だけを楽しみとしている。破壊する惑星が無くなると燃え尽き症候群に陥ることも。
本作のディズニー・ヴィランズの1人。シーズン2にてヘイターの冷凍光線から氷の力も得る。
最終話ではすべての惑星を消滅後は秘密の惑星を見つける。ワンダーを捕まされ、みんなの殺うを試みが、宇宙船がヘイターの雷シールドに破壊する。しかしワンダーに救われた。その後、最後は怒りを込めて銀河を去る。
ブラッド・スターライト（Sir Brad Starlight）
声 - ジェームズ・マースデン/玄田哲章
自称勇者。ヒーローを名乗るが、自意識過剰で自分勝手。アゴが自慢。
第9話ではデムラが竜王のドレイコーに誘拐された時、ワンダーとシルヴィアの助けを借りて探求を支援する。しかし、クエスト中、予言に従って全てを行うことに固執したが、失敗する。デムラは実際に彼ではなくドレイコーに恋をしていることが明らかなり、予言は日記に書いたもののほんの一部でした。しかし、デムラが他の誰かを愛していることを気にせず、彼女を誘拐しようが、デムラは自分自身を救い。デムラに縛られ逮捕される。
第18話ではヘイターの前で「シナジーの剣」を盗もうとし、彼と協力してワンダーを抹殺することになるが、再び失敗する。
第39話では謎の無口なヒーローになり、ドミネーターのロボットらを倒す。正体が後で明らかになった時、これが栄光を獲得し、王女にキスするための全て策略であり、偽の「ドムボット」を制御していたチャッドに助けを得た説明。乙女でいっぱい城を救出しようとしている時に無意識の打ちに実際の「ドムボット」と対決し、ワンダーとシルヴィアが助け来るまで彼の命をほとんど犠牲するところだった。信用を取り、ガッカリしたことにヤツメウナのような王女に撫でられた。
Dr.スクリューボール・ジョーンズ（Dr.Screwball Jones）
声 - アル・ヤンコビック/藤原貴弘
科学者。バナナのような姿をしている。「コチョコチョマシーン」を発明する。
ティム船長（Captain Tim）
クモのような姿の凶暴なエイリアン。あらゆるものを溶かす酸を吐く。第4話でヘイターのペットになる。
マクガフィン将軍（General McGuffin）
鳥人達のリーダーの将軍。
リトル・ビッツ（Little Bits）
第17話の登場。紫の子猫。エミネンス/エンジェルフォールスの目、パーリー紫とアザミの髪が特徴。ー見可愛いかつ静な性格たり、ワンダー一行に助けられた。
その正体は、まったく迷わないが、ヘイターの賞金稼ぎ、真の性格は非情かつ腹黒い。ワンダー一行を捕まえようとするが、ワンダーがビームアップを避けるためにシルヴィアに押すれ、本人は敗北にビームアップする。
第27話の再び登場。ワンダーを含む地球全体の人々を奴隷したアプリを作した。賞金稼ぎ生活を離れ、惑星を征服する人生を追求できるようなした。世界の住民たちの注目を取り戻すためにシルヴィアと衝突し、リベンジを試みるが、シルヴィアに勝てず、再び敗北する。
第29話の再び登場。これはセリフないでマイナーな登場。ライバルな悪党たちと激突するシーンある。

## 作品用語

### 通常のオブジェクト
バンジョー
ワンダーの楽器。
デザインは丸みを帯びており、前後にオフ白い頭がある。蜂は黒く、頭に栗の花びらと白丸、裏に黒丸に金星。鍋の側面は明るい栗色。ネックは明るいトープでいくつセクションには円形のフレットがある。ペグヘッドは黒で金の星が二つ付いている。
オーブルジュース（Orbble Juice）
ワンダーとシルヴィアが宇宙を旅する使うアイテム。
地球のシャボン玉の杖のような見えるループ状の杖が入った小さな瓶に保管された。ワンドを瓶から取り出して素早く動かすと泡が出来る。

### 武器
名前ない火の剣

運命の剣（Sword of Destiny）
崩壊する星の炎の中で鍛える。ブラッドが台座から取り出すバラバラにバラバラ。
シナジーの剣（Sword of Synergy）
強力な剣。

## スタッフ
英語版
- 原作・総監督 - クレイグ・マクラッケン
- 共同制作・ストーリーエディター - ローレン・ファウスト（シーズン1）
- 監督 - デイブ・トーマス
- アートディレクター - アレックス・カーワン
- キャラクターデザイン - ブライアン・アーネット、ジョー・ピット、クリス・リカルディ、他
- ロケーションデザイン - クリス・ツィルジオティス
- フィルム編集 - ジュリー・アン・ラウ
- 音声演出 - サム・リーゲル
- 音楽- アンディ・ビーン
- ラインプロデューサー - リサ・ファーロングジョーンズ
- アニメーション制作 - マーキュリー・フィルムワークス（シーズン1）、ボルダー・メディア・リミテッド（シーズン2）、ディズニー・テレビジョン・アニメーション
- 製作 - ディズニー・テレビジョン・アニメーション

日本語版
- 翻訳/訳詞 - 春山陽子
- 音楽演出 - 市之瀬洋一
- 演出 - 麦島哲也
- 録音制作 - HALF H・P STUDIO

## 主題歌
オープニングテーマ「Wander Over Yonder」
作詞・作曲 - アンディ・ビーン / 歌 - ザ・トゥー・マン・ジェントルメン・バンド

## 放映リスト

### シーズン1
| 話数 | 邦題                                   | 原題                                      | 放送日         | 放送日         |
| ---- | -------------------------------------- | ----------------------------------------- | -------------- | -------------- |
| 1    | ピクニック                             | The Picnic                                | 2013年8月16日  | 2014年1月25日  |
| 1    | 銀河で一番                             | The Greatest                              | 2013年9月13日  | 2014年1月25日  |
| 2    | たまご                                 | The Egg                                   | 2013年9月13日  | 2014年1月25日  |
| 2    | 逃亡者                                 | The Fugitives                             | 2013年9月20日  | 2014年1月25日  |
| 3    | いいことしよう                         | The Good Deed                             | 2013年9月27日  | 2014年2月21日  |
| 3    | 囚人                                   | The Prisoner                              | 2013年10月11日 | 2014年2月24日  |
| 4    | ペット                                 | The Pet                                   | 2013年10月4日  | 2014年4月26日  |
| 5    | 悪者                                   | The Bad Guy                               | 2013年10月18日 | 2014年2月27日  |
| 5    | トロール                               | The Troll                                 | 2013年11月1日  | 2014年2月28日  |
| 6    | 箱                                     | The Box                                   | 2013年11月8日  | 2014年2月25日  |
| 6    | 帽子                                   | The Hat                                   | 2013年11月22日 | 2014年2月26日  |
| 7    | ちっちゃなヤツ                         | The Little Guy                            | 2013年12月6日  | 2014年5月24日  |
| 8    | ボール                                 | The Ball                                  | 2014年1月10日  | 2014年5月31日  |
| 8    | 賞金稼ぎ                               | The Bounty                                | 2014年1月22日  | 2014年5月31日  |
| 9    | 勇者                                   | The Hero                                  | 2014年3月31日  | 2014年9月7日   |
| 9    | お誕生日パーティー                     | The Birthday Boy                          | 2014年3月31日  | 2014年9月7日   |
| 10   | いい人                                 | The Nice Guy                              | 2014年6月10日  | 2014年9月14日  |
| 10   | 時限爆弾                               | The Timebomb                              | 2014年6月10日  | 2014年9月14日  |
| 11   | 女王のパーティー                       | The Fancy Party                           | 2014年6月11日  | 2014年9月21日  |
| 11   | 旅人                                   | The Tourist                               | 2014年6月11日  | 2014年9月21日  |
| 12   | 昼                                     | The Day                                   | 2014年6月16日  | 2014年9月28日  |
| 12   | 夜                                     | The Night                                 | 2014年6月16日  | 2014年9月28日  |
| 13   | 独りぼっちの惑星                       | The Lonely Planet                         | 2014年6月17日  | 2014年11月1日  |
| 13   | 作戦会議                               | The Brainstorm                            | 2014年6月17日  | 2014年11月1日  |
| 14   | パーティー大好き                       | The Party Animal                          | 2014年7月19日  | 2015年1月17日  |
| 14   | 迷子                                   | The Toddler                               | 2014年6月23日  | 2015年1月17日  |
| 15   | ワンダークエスト 予測不可能でもう大変! | The Epic Quest of Unfathomable Difficulty | 2014年6月30日  | 2015年1月24日  |
| 15   | 虚空                                   | The Void                                  | 2014年6月30日  | 2015年1月24日  |
| 16   | スランプ                               | The Funk                                  | 2014年11月25日 | 2015年1月31日  |
| 16   | ライバル                               | The Enemies                               | 2014年11月25日 | 2015年1月31日  |
| 17   | うそつき                               | The Liar                                  | 2014年11月7日  | 2015年2月14日  |
| 17   | 野良ネコ                               | The Stray                                 | 2014年11月7日  | 2015年2月14日  |
| 18   | デート                                 | The Date                                  | 2014年10月17日 | 2015年2月21日  |
| 18   | 相棒                                   | The Buddies                               | 2014年10月17日 | 2015年2月21日  |
| 19   | プレゼント                             | The Gift                                  | 2014年12月4日  | 2014年12月13日 |
| 19   | プレゼント2： 夢の贈り物               | The Gift II: The Giftining                | 2014年10月4日  | 2014年12月13日 |
| 20   | ビッグな作戦                           | The Big Job                               | 2014年11月14日 | 2015年4月11日  |
| 20   | お助けマン                             | The Helper                                | 2014年11月14日 | 2015年4月11日  |
| 21   | ライダー                               | The Rider                                 | 2014年11月28日 | 2015年11月28日 |

### シーズン2
| 話数 | 邦題                     | 原題                       | 放送日         | 放送日         |
| ---- | ------------------------ | -------------------------- | -------------- | -------------- |
| 22   | ヘイターよりすごいヤツ   | The Greater Hater          | 2015年8月3日   | 2015年11月28日 |
| 23   | 特別な日                 | The Big Day                | 2015年8月10日  | 2015年12月5日  |
| 23   | 朝ごはん                 | The Breakfast              | 2015年8月10日  | 2015年12月5日  |
| 24   | 緊急連絡先               | The Fremergency Fronfract  | 2015年8月17日  | 2015年12月12日 |
| 24   | ワンダーボーイ           | The Boy Wander             | 2015年8月17日  | 2015年12月12日 |
| 25   | ワンダーがいっぱい       | The Wanders                | 2015年8月31日  | 2015年12月19日 |
| 25   | 解任                     | The Axe                    | 2015年8月31日  | 2015年12月19日 |
| 26   | ゆるんだネジ             | The Loose Screw            | 2015年9月28日  | 2016年1月9日   |
| 26   | 鬼ごっこ                 | The It                     | 2015年9月28日  | 2016年1月9日   |
| 27   | クールな男               | The Cool Guy               | 2015年10月5日  | 2016年1月16日  |
| 27   | ニャタストロフ           | The Catastrophe            | 2015年10月5日  | 2016年1月16日  |
| 28   | 監獄パーティー           | The Rager                  | 2015年10月19日 | 2016年1月23日  |
| 28   | いい悪いヤツ             | The Good Bad Guy           | 2015年10月19日 | 2016年1月23日  |
| 29   | 指輪争奪戦               | The Battle Royale          | 2015年10月26日 | 2016年9月11日  |
| 30   | 愛のキューピッド         | The Matchmaker             | 2015年11月9日  | 2016年9月18日  |
| 30   | 新しいオモチャ           | The New Toy                | 2015年11月9日  | 2016年9月18日  |
| 31   | 黒い箱                   | The Black Cube             | 2015年11月16日 | 2016年9月25日  |
| 31   | ドクロ戦艦ウォッチタイム | The Eye on the Skullship   | 2015年11月16日 | 2016年9月25日  |
| 32   | 秘密の惑星               | The Secret Planet          | 2016年1月25日  | 2016年10月2日  |
| 32   | 魔法の帽子               | The Bad Hatter             | 2016年1月25日  | 2016年10月2日  |
| 33   | 穴 何もできない          | The Hole...Lotta Nuthin    | 2016年2月1日   | 2016年10月9日  |
| 33   | コンサートを終わらせて   | The Show Stopper           | 2016年2月1日   | 2016年10月9日  |
| 34   | アニメ                   | The Cartoon                | 2016年2月8日   | 2016年10月23日 |
| 34   | ロボット                 | The Bot                    | 2016年2月8日   | 2016年10月23日 |
| 35   | シルヴィアの帰郷         | The Family Reunion         | 2016年2月22日  | 2016年11月6日  |
| 35   | ライバル                 | The Rival                  | 2016年2月22日  | 2016年11月6日  |
| 36   | 僕の大切なヘイター       | My Fair Hatey              | 2016年2月29日  | 2016年11月13日 |
| 37   | 伝説のヒーロー           | The Legend                 | 2016年3月7日   | 2016年11月20日 |
| 37   | 迷惑なおとなり           | The Bad Neighbors          | 2016年3月7日   | 2016年11月20日 |
| 38   | 笑ったらダメな惑星       | The Party Poopers          | 2016年4月4日   | 2016年11月27日 |
| 38   | 時間の無駄               | The Waste of Time          | 2016年4月11日  | 2016年11月27日 |
| 39   | ヒーロー登場             | The Hot Shot               | 2016年5月30日  | 2016年12月18日 |
| 39   | 夜遊び                   | The Night Out              | 2016年5月30日  | 2016年12月18日 |
| 40   | ティム船長をさがして     | The Search for Captain Tim | 2016年6月6日   | 2016年12月25日 |
| 40   | ゾクゾクする森           | The Heebie Jeebies         | 2016年6月6日   | 2016年12月25日 |
| 41   | 病気の日                 | The Sick Day               | 2016年6月13日  | 2017年1月8日   |
| 41   | 空の男                   | The Sky Guy                | 2016年6月13日  | 2017年1月8日   |
| 42   | ロボメカボタトロン       | The Robomechabotatron      | 2016年6月20日  | 2017年1月22日  |
| 42   | 花                       | The Flower                 | 2016年6月20日  | 2017年1月22日  |
| 43   | 銀河の終わり             | The End of the Galaxy      | 2016年6月27日  | 2017年1月29日  |

### ショート
| 話数 | 邦題 | 原題                    | 放送日        | 放送日            |
| ---- | ---- | ----------------------- | ------------- | ----------------- |
| 1    |      | The First Take          | 2015年7月20日 | 2015年11月28日    |
| 2    |      | The Smile               | 2015年7月21日 | 2015年11月28日    |
| 3    |      | The Killjoy             | 2015年7月22日 | 2015年11月28日    |
| 4    |      | The Theme Song          | 2015年7月23日 | 2015年11月28日    |
| 5    |      | The Bathroom Break      | 2015年7月24日 | 2015年11月28日    |
| 6    |      | The Planetary Conqueror | 2015年7月27日 | 2015年11月28日    |
| 7    |      | The Sharpshooter        | 2015年7月28日 | 2016年1月&2月&9月 |
| 8    |      | The Glitch              | 2015年7月29日 | 2016年1月&2月&9月 |
| 9    |      | The Caller              | 2015年7月30日 | 2016年1月&2月&9月 |
| 10   |      | The Whatever            | 2015年7月31日 | 2016年1月&2月&9月 |
| 11   |      | The Big Finish          | 2015年8月3日  | 2016年1月&2月&9月 |

## 特別放送概要
ディズニー・チャンネル内での特別編成では、新エピソードが放送された。
なんだかんだワンダー どんなもんだサンデー (2014年9月7日)
第9話「勇者／お誕生日パーティー」が日本初放送として放映された。
ディズニー・チャンネル フレッシュ・ラッシュ！ (2014年11月1日)
「独りぼっちの惑星／作戦会議」が日本初放送として放映された。
なんだかんだワンダー ギラギラ銀河の大パーティー (2015年1月17日)
第14話「パーティー大好き／迷子」が日本初放送として放映された。
なんだかんだワンダー さくれつ！ギャグギャラクシー (2015年4月11日)
「ビッグな作戦／お助けマン」が日本初放送として放映された。
悪の新作まつり なんだかんだヘイター (2015年11月28日)
「ライダー」「ヘイターよりすごいヤツ」が日本初放送として放映された。

## 受賞
| 年     | 映画賞         | 賞                     | 結果 |
| ------ | -------------- | ---------------------- | ---- |
| 2016年 | 第43回アニー賞 | 子供向けテレビアニメ賞 | 受賞 |